# Murashige–Skoog-medium

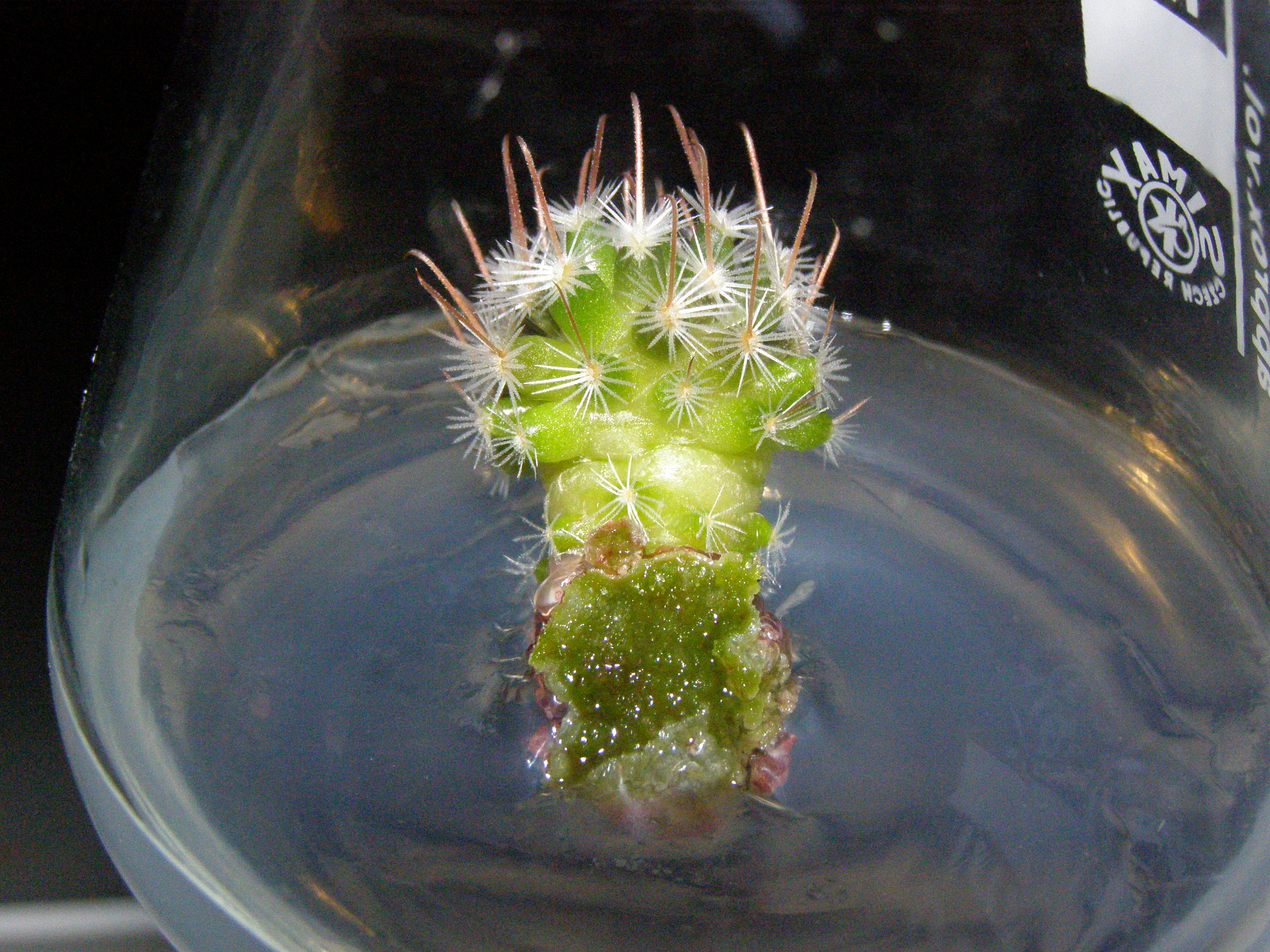
Mammillaria sp. på MS-medium.

Murashige–Skoog-medium, MSO eller MS0 är ett odlingsmedium som används för odling av växtcellskulturer. Det komponerades 1962 av växtfysiologerna Toshio Murashige och Folke Skoog och är det mest använda mediet för växtvävnadskultur. Murashige och Skoogs artikel A Revised Medium for Rapid Growth and Bio Assays with Tobacco Tissue Cultures låg på femtonde plats på en lista över de 100 mest citerade naturvetenskapliga artiklarna presenterad i Nature 2014.

## Sammansättning
- Ammoniumnitrat (NH4NO3) 1,650 mg/l
- Kalciumklorid (CaCl2 · 2H2O) 440 mg/l
- Magnesiumsulfat (MgSO4 · 7H2O) 370 mg/l
- Kaliumdivätefosfat (KH2PO4) 170 mg/l
- Kaliumnitrat (KNO3) 1,900 mg/l.
- Borsyra (H3BO3) 6,2 mg/l
- Koboltklorid (CoCl2 · 6H2O) 0,025 mg/l
- Kopparsulfat (CuSO4 · 5H2O) 0,025 mg/l
- Järn(II)sulfat (FeSO4 · 7H2O) 27,8 mg/l
- Mangan(II)sulfat (MnSO4 · 4H2O) 22,3 mg/l
- Kaliumjodid (KI) 0,83 mg/l
- Natriummolybdat (Na2MoO4 · 2H2O) 0,25 mg/l
- Zinksulfat (ZnSO4 · 7H2O) 8,6 mg/l
- NaFe-EDTA bestående av 5 ml/l av en lösning innehållande 5,57 g FeSO4 · 7H2O och 7,45 g Na2-EDTA per liter vatten.
- Myo-Inositol 100 mg/l
- Nikotinsyra 0,5 mg/l
- Pyridoxin · HCl 0,5 mg/l
- Tiamin · HCl 0,1 mg/l
- Glycin 2 mg/l
- Indolättiksyra 1-30 mg/l
- Kinetin 0,04-10 mg/l

Samt eventuellt:
- Laktalbuminhydrolysat 1 g/l
- Sackaros
- Agar